# 潘文君
潘文君（?—?），惠州府博罗县人，是一名明朝政治人物。
潘文君曾于天顺元年(1457年)接替张澜任兴化府知府一职，天顺七年由韦观接任。